# Karlheinz Forster
Karlheinz Forster (* 27. Januar 1931 in Mannheim; † 1. Februar 2022 in Siegen) war ein deutscher Jurist und Politiker.
Forster bestand im Jahr 1951 sein Abitur am Hindenburg-Gymnasium in Gelsenkirchen-Buer und nahm danach ein Studium der Rechtswissenschaften an den Universitäten in Heidelberg und Düsseldorf auf. Nach dem zweiten Staatsexamen begann seine Dienstzeit als Richter am Landgericht Siegen. Er trat in die SPD ein und beendete seine juristische Laufbahn, als er im Jahr 1969 zum Kreisdirektor des Landkreises Siegen gewählt wurde.
Forster war in den Jahren 1972 bis 1974 Oberkreisdirektor des Kreises Siegen. Ab 1975 war er nach der kommunalen Neugliederung Oberkreisdirektor des neu gebildeten Kreises Siegen unter Einbeziehung des ehemaligen Kreises Wittgenstein (ab 1984 Kreis Siegen-Wittgenstein).  Nach mehr als zwei Wahlkreisperioden endete im Jahr 1999 seine Dienstzeit an der Spitze der Kreisverwaltung, als ein hauptamtlicher Landrat gewählt wurde.
In seine Amtszeit fielen die entstandenen Städtepartnerschaften von Siegen mit Spandau und Emek Hefer.
Er war Ehrenvorsitzender des DRK-Kreisverbandes Siegerland und des Waldland Hohenroth Verein für Waldwirtschaft, Naturschutz, Waldpädagogik und Waldbegegnung. Forster war zudem bis 30. September 2016 insgesamt 46 Jahre Kurator des Stifts Keppel. Karlheinz Forster starb am 1. Februar 2022 im Alter von 91 Jahren.